# Skrzela (anatomia)
Skrzela (łac. branchiae) – narząd oddechowy występujący u wielu zwierząt wodnych (ryb, płazów w formie larwalnej i rozmaitych bezkręgowców), stanowiący główny element układu oddechowego, umożliwiającego pobieranie do organizmu tlenu rozpuszczonego w wodzie, a u ryb pełniące również rolę regulatora osmotycznego organizmu i wydalające szkodliwe substancje powstałe w procesach metabolicznych. 

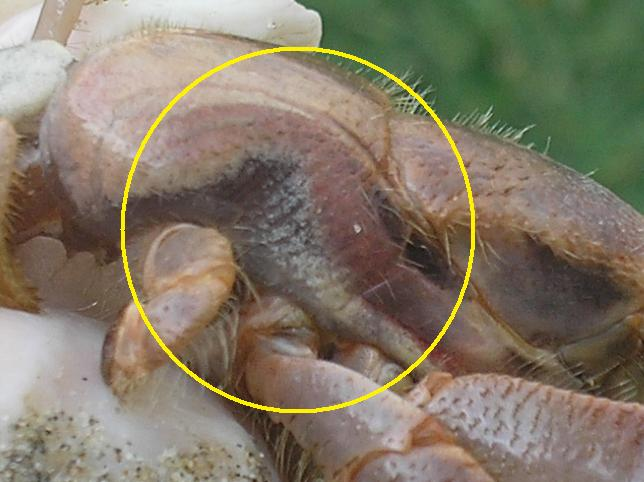
Skrzela kraba Coenobita clypeatus

U niektórych skorupiaków, kijanek płazów oraz larw i narybku niektórych ryb występują skrzela zewnętrzne, wystające poza obręb ciała. U wyżej uorganizowanych zwierząt skrzela wewnętrzne znajdują się w komorze skrzelowej.

## Bezkręgowce
Skrzela mięczaków nazywane są ktenidiami (ktenos – grzebień). Znajdują się w jamie płaszczowej. Są złożone z orzęsionych blaszek ułożonych po obu stronach centralnej osi. Czasami są wzmocnione chrząstką i przyjmują różne kształty (grzebykowaty, drzewkowaty, blaszkowaty lub inny). Zazwyczaj występują parzyście. Woda przepływa ponad skrzelami od przodu do tyłu ciała mięczaka, natomiast hemolimfa wewnątrz naczyń skrzelowych w kierunku przeciwnym. U małży ktenidia służą również do odfiltrowywania pokarmu z wody.
Skrzela skorupiaków stanowią wypełnione limfą wypukliny ciała. Są to zwykle blaszkowate lub pierzaście rozgałęzione, zewnętrzne wyrostki nasadowej części odnóży tułowiowych. Mogą też wyrastać ze ścian ciała w pobliżu nasady odnóży. U większości dziesięcionogów są zamknięte fałdami pancerza w jamie skrzelowej.
Owady wykorzystujące pod wodą pęcherzyki powietrza atmosferycznego tworzą tzw. skrzela fizyczne, dzięki którym odzyskują tlen z wody. Jest to warstwa powietrza utrzymywana w okolicy przetchlinek między włoskami odwłoka lub pod skrzydłami. Tlen dyfunduje z wody do tej warstwy powietrza, a z niej jest pobierany do ciała owada.

## Ryby

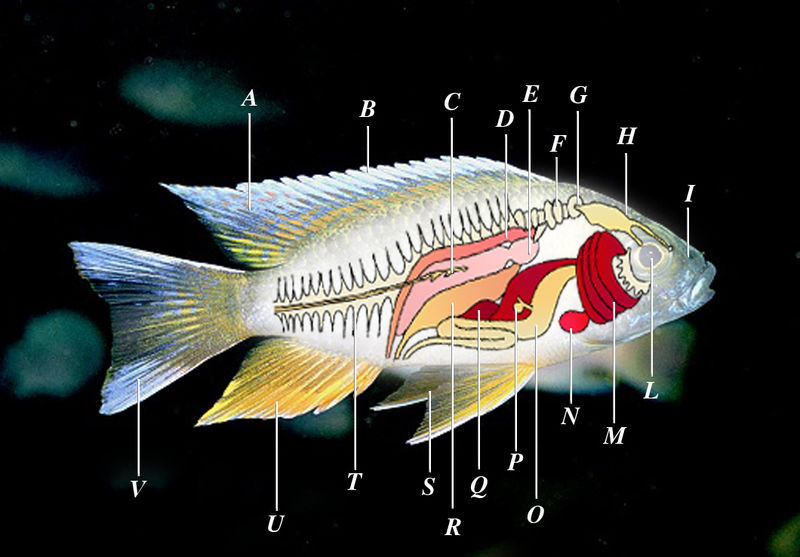
Położenie skrzeli (M) w ciele ryby

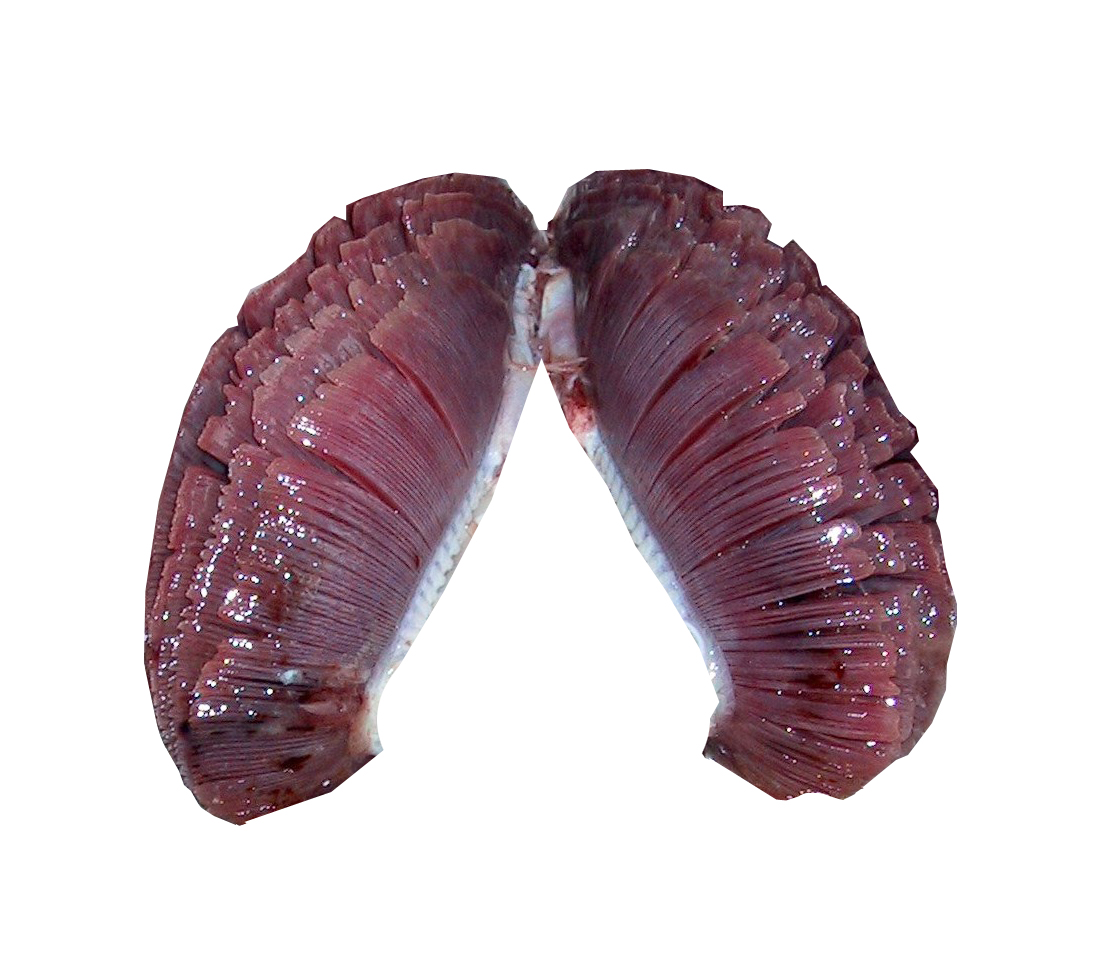
Skrzela tuńczyka

Skrzela ryb położone są w przedniej części ciała, w kanale przelotowym pomiędzy otworem gębowym a specjalnymi otworami wylotowymi. Tylna część trzewioczaszki tworzy jamę skrzelową opasaną szkieletem złożonym z rozłożonych po obu stronach gardzieli kostnych lub chrzęstnych łuków skrzelowych, na których umieszczone są skrzela. 

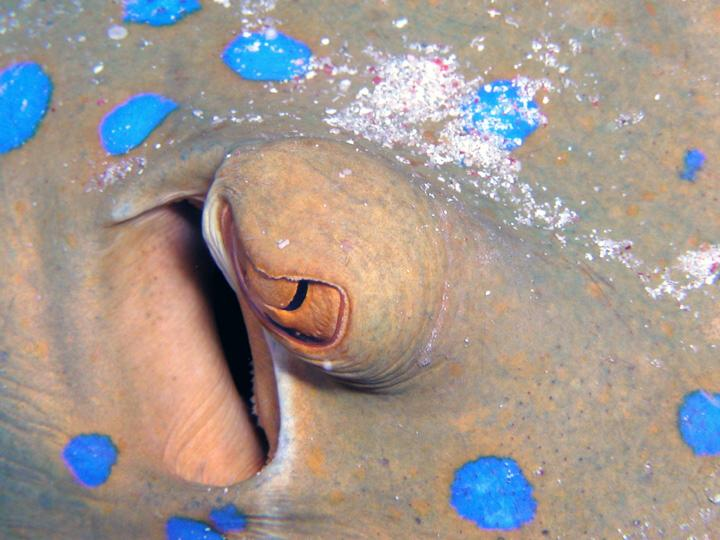
Tryskawka (z lewej) i oko ogończy Taeniura lymma

Skrzela mają postać szeregu szczelin, występujących zwykle w pięciu (rzadziej sześciu lub siedmiu) parach. Pierwsza para szczelin skrzelowych, żuchwowo-gnykowa, u ryb starszych filogenetycznie przekształciła się w tryskawkę (spiraculum), która  u jesiotrowatych i doskonałokostnych występuje  w formie kłębuszka naczyń krwionośnych, tzw. skrzele rzekome albo nibyskrzele. Druga szczelina skrzelowa znajduje się pomiędzy łukiem gnykowym a pierwszym łukiem skrzelowym, natomiast pozostałe pomiędzy kolejnymi łukami skrzelowymi.
Skrzela ryb kostnoszkieletowych wsparte są na czterech szkieletowych łukach skrzelowych (łuków jest zwykle pięć, ale na piątym łuku nie zawiązują się listki skrzelowe). Chrzęstnoszkieletowe mają ich pięć, rzadziej sześć lub siedem. 
Po wklęsłej stronie łuków skrzelowych występują guzki, wzgórki lub pręcikowate wyrostki filtracyjne. Ryby drapieżne mają cierniste lub brodawkowate kostne guzki. Doskonale rozwinięte wyrostki filtracyjne ryb planktonożernych umożliwiają odcedzanie pokarmu z wody pobranej do otworu gębowego. Liczba i wielkość wyrostków filtracyjnych jest stała dla danego gatunku, co jest wykorzystywane w taksonomii.
Od zewnętrznej, wypukłej strony łuków skrzelowych odchodzą drobne, niezwykle gęsto ustawione, bogato unaczynione długie  wyrostki – listki (płatki) skrzelowe. Złożone są z wielu bardzo drobnych blaszek skrzelowych nazywanych też blaszkami oddechowymi. Listki ułożone są w dwóch szeregach (półskrzelach) a wolno sterczące z nich blaszki skierowane są do jamy skrzelowej.
Pokryte cienkim nabłonkiem listki i blaszki skrzelowe tworzą dużą powierzchnię wymiany gazowej, w wyniku której następuje pobieranie tlenu rozpuszczonego w wodzie oraz wydalenie dwutlenku węgla. Zwiększenie wydajności systemu poboru tlenu do organizmu umożliwia przepływ krwi w kierunku przeciwnym do kierunku ruchu wody (system wymiany przeciwprądowej).
Na dolnych i górnych końcach łuków skrzelowych niektórych ryb znajdują się zęby gardłowe.
U ryb chrzęstnoszkieletowych skrzela zakończone są szczelinami skrzelowymi, osłoniętymi fałdem skórnym. Jamę skrzelową ryb kostnoszkieletowych osłania pokrywa skrzelowa, która dzieli się zwykle na 4 części – największe z nich to przedpokrywa i pokrywa, a pozostałe to międzypokrywa i podpokrywa. Pokrywa jest odchylana i przyciągana przy pomocy odpowiednich mięśni, działa podobnie jak pompa ssąco-tłocząca.
Przepływ wody przez skrzela wymuszany jest na dwa sposoby. Pierwszy, stosowany np. przez makrelowce lub niektóre duże rekiny, polega na wpychaniu wody do jamy gębowej, którą woda opuszcza przez szczeliny skrzelowe. Przepływająca woda opłukuje blaszki skrzelowe umożliwiając wymianę gazową. Metoda ta wymusza ciągły ruch ryby do przodu lub ustawienie ciała w kierunku przeciwnym do prądu wody. Zdecydowanie skuteczniejsza jest druga metoda polegająca na zasysaniu i tłoczeniu wody do skrzeli przez skoordynowane ruchy pyska i pokryw skrzelowych. Przez otwarty pysk pobierana jest woda do jamy gębowej, przy zamkniętych pokrywach skrzelowych. Zamknięciu pyska towarzyszy skurcz mięśni jamy gębowej i otwarcie pokryw skrzelowych, co powoduje wypchnięcie wody przez skrzela na zewnątrz.
Do poprawnej pracy skrzela wymagają stałej wilgotności, bez której listki skrzelowe sklejają się ze sobą. Ryba wyjęta z wody może jeszcze oddychać przez pewien czas, jeśli listki nie wyschną. Ponadto funkcję narządu oddechowego przejmuje wówczas skóra, przez którą następuje wymiana gazowa lub – w przypadku niektórych gatunków – inne wyspecjalizowane narządy umożliwiające rybie oddychanie w powietrzu atmosferycznym.
W okresie larwalnym wiele ryb (dwudyszne, chrzęstnoszkieletowe, niektóre kostnoszkieletowe) oddycha za pomocą skrzeli zewnętrznych.

## Przekształcenia
- I szczelina skrzelowa przekształca się w jamę ucha środkowego oraz trąbkę słuchową
- z nabłonka II szczeliny skrzelowej tworzą się migdałki
- nabłonek III i IV szczeliny skrzelowej stanowi materiał wyjściowy do powstania przytarczyc i grasicy[potrzebny przypis]